# Дау (фильм)
«Да́у» — художественный многосерийный фильм Ильи Хржановского. Биографическая драма рассказывает о жизни Льва Ландау — советского физика, лауреата Нобелевской, Ленинской и трёх Сталинских премий. 24 января 2019 года в трёх пространствах в центре Парижа — театре Шатле, Театре-де ля Виль и Центре Помпиду объявлено о начале показа проекта «Дау». В 2020 году фильм был показан на различных фестивалях, в середине апреля 2020 года серии фильма и все остальные материалы начнут выкладываться онлайн.

## История создания фильма
Сценарий фильма основан на мемуарах Конкордии Терентьевны Дробанцевой, жены Льва Ландау, опубликованных в 1999 году в виде книги «Академик Ландау: Как мы жили».
По словам Ильи Хржановского, кроме мемуаров вдовы в сценарий легли факты, полученные им в результате работы с архивными документами. «Мне бы хотелось построить фильм по принципу „Расёмона“: взгляд на одну личность с различных точек зрения», — говорил Хржановский. В мае 2006 года на Международном кинофестивале в Каннах проект фильма попал в число 17 наиболее перспективных мировых проектов в официальной программе «Ателье режиссёров».
В 2007 году планировалось, что бюджет фильма составит 3,5 млн долларов. В конце 2008 года появились сведения, что бюджет фильма достигнет 10 млн долларов. Роль Ландау досталась Теодору Курентзису. На роль Коры, жены профессора, претендовала актриса Елена Яковлева. Съёмки начались в апреле 2008 года в Санкт-Петербурге. Основная часть съёмок прошла в Харькове, а также в Баку, Москве, Лондоне и Копенгагене.
В эпизодических ролях снялись многие непрофессиональные актёры, в том числе политические деятели Украины. Жизнь на проекте подчинялась законам советского времени: каждый, кто попадал на площадку, переодевался в одежду 1930-х — 1960-х годов и должен был подчиняться придуманной легенде, существуя в условиях тщательно стилизованной реальности, пока за ним наблюдала камера оператора, чтобы запечатлеть, как под воздействием обстоятельств трансформируется логика их привычного поведения.

## Список фильмов
На апрель 2020 «Дау» включал 14 смонтированных фильмов разной продолжительности, которые начиная с 24 апреля выкладывались на официальном сайте проекта.
Примерный список фильмов:
1. «Дау. Никита Таня»
2. «Дау. Смелые люди»
3. «Дау. Нора мама»
4. «Дау. Империя»
5. «Дау. Катя Таня»
6. «Дау. Конформисты»
7. «Дау. Три дня»
8. «Дау. Саша Валера»
9. «Дау. Теория струн»
10. «Дау. Новый человек»
11. «Дау. Нора сын»
12. «Дау. Наташа»
13. «Дау. Вырождение»
14. «Дау. Регенерация»

28 мая 2020 появилась информация, что выход новых фильмов «Дау» на платформе DAU приостанавливается до осени. Такое решение было принято по просьбе международных дистрибьюторов — компании Coproduction Office.

## Съёмки в Харькове
С июня 2008 года в Харькове начался кастинг на роли актёров и массовки. Для массовых сцен планировали отобрать около 4 тысяч человек. Отбором занимались специалисты компании «Мосфильм» и телеканала ОТБ. Также проводился поиск реквизита 1930-х годов, так как Лев Ландау работал в Харьковском физико-техническом институте (УФТИ) с 1932 по 1937 годы. Реквизит искали по домам и «секонд хендам». Часть вещей покупали, но большинство люди отдавали бесплатно.
В Харькове сохранилось много конструктивистской архитектуры, поэтому там снималась и часть московских сцен. Слова Мануэля Альберто Кларо, одного из операторов картины: «Меня очень поразили конструктивистские здания. Наверное, архитектура — это главное в этом городе. Очень красиво. Есть некоторые вещи, которые, если на них просто посмотреть, выглядят уродливыми. Но если их снять с любовью, то на картинке они получатся привлекательными. И я уверен, что у нас это получится, потому что это привлекательный город для фильма». Съёмки проводились в исторической части города: на улице Сумской (в 1930-х называвшейся Карла Либкнехта), переулке Воробьёва, улице Дарвина, Красноармейской, Полтавском Шляхе (улица Свердлова), на Привокзальной площади у железнодорожного почтамта, в саду Шевченко возле памятника Кобзарю, в зоопарке и на площади Свободы (Дзержинского). Университетский бал был снят в памятнике конструктивистской архитектуры Доме культуры Южной железной дороги на Ивановке.

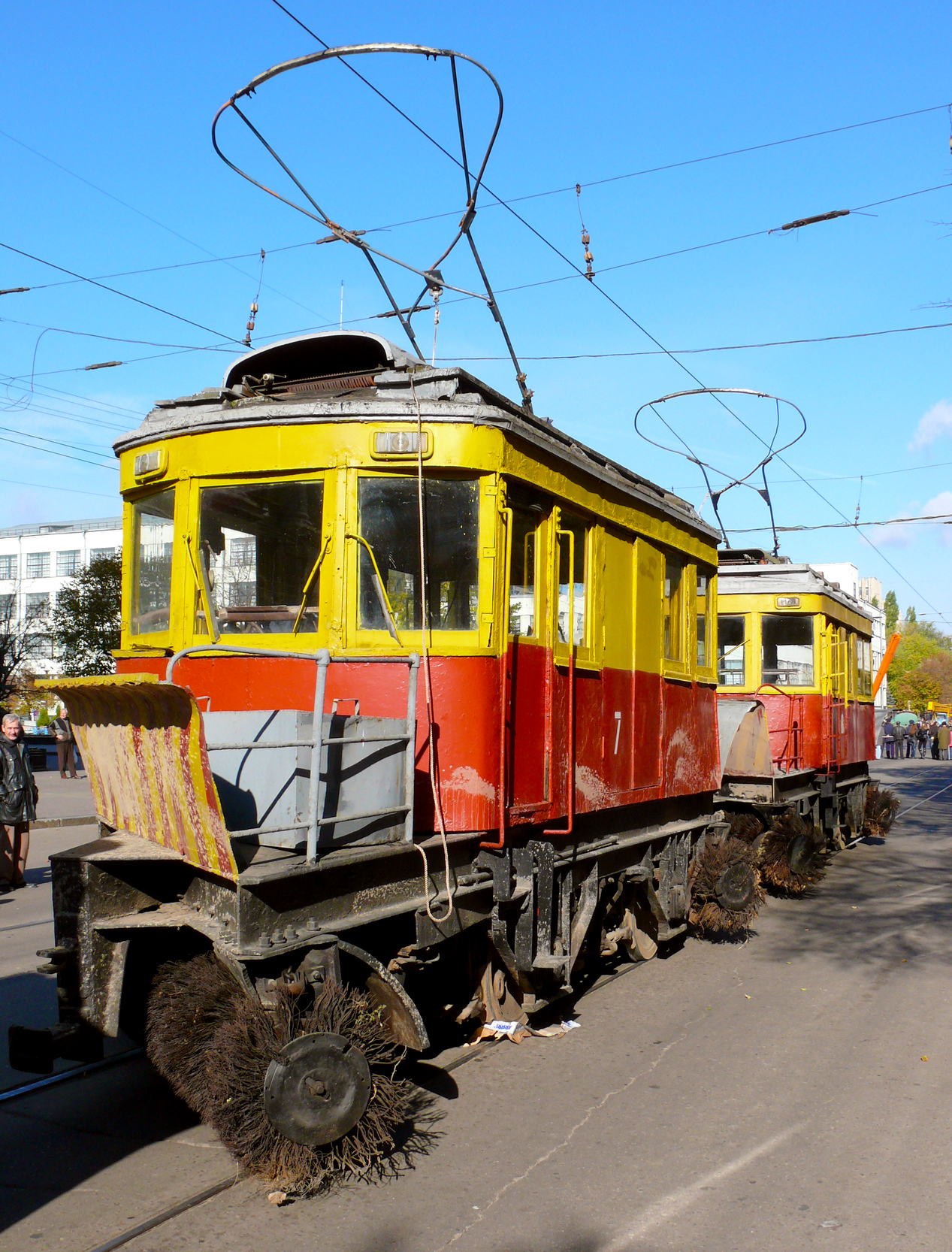
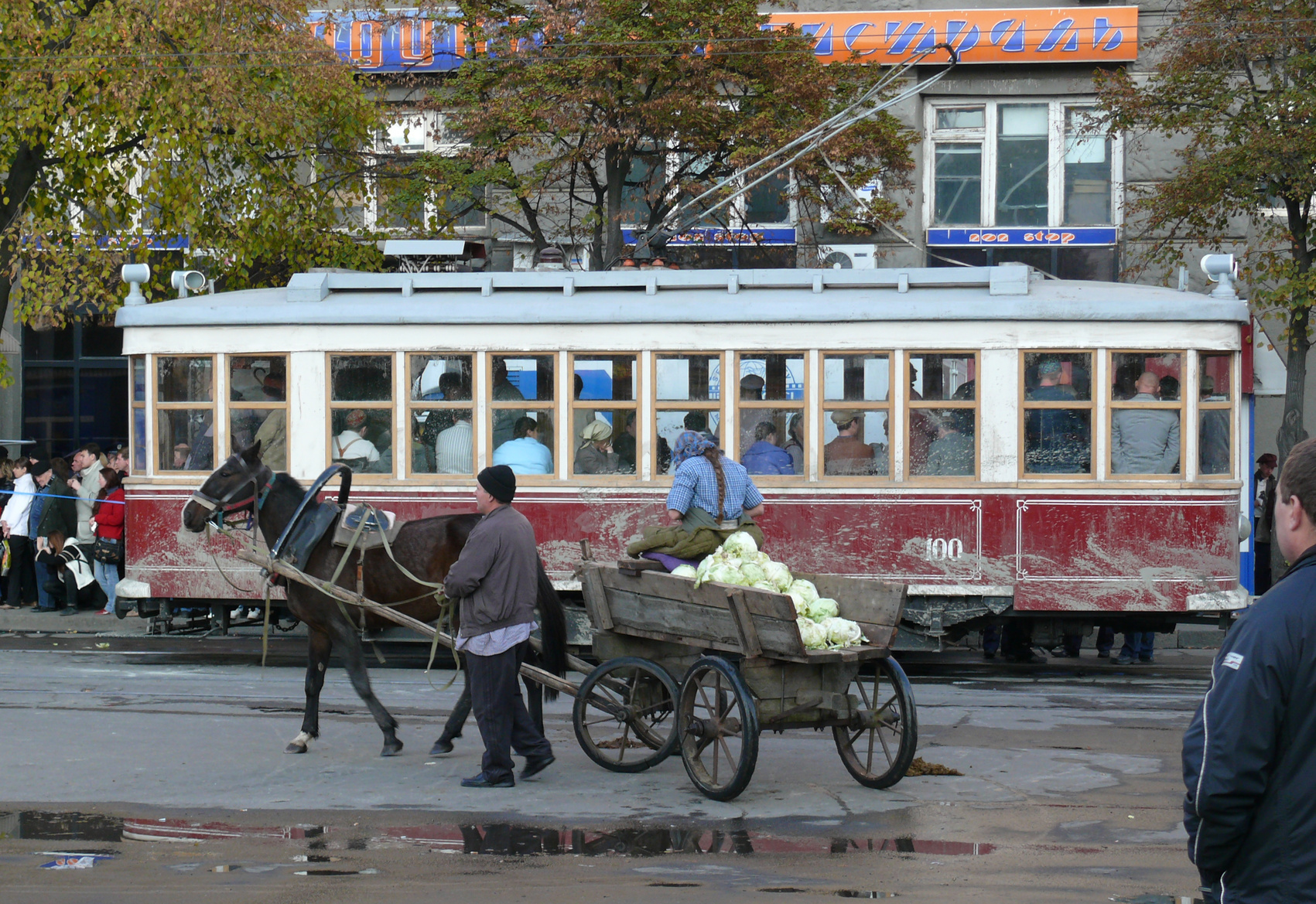

Старые корпуса УФТИ между улицами Гуданова и Лермонтовской сохранились, но киносъёмка в них всё ещё запрещена из-за режима секретности. На улице Динамовской на месте открытого бассейна спорткомплекса «Динамо», заброшенного в начале 1990-х годов и выкупленного строительной компанией «Авантаж», был сооружён самый крупный на территории бывшего СССР съёмочный павильон площадью 6 тысяч м2. В этом павильоне построили декорации Института физических проблем АН СССР, московской квартиры Ландау и ещё декорации для ряда московских сцен фильма. Для съёмок сцен прилёта Льва Ландау в город на территории Харьковского аэропорта (в 1930-х называвшегося «Основа») была построена полноразмерная модель огромного советского семимоторного экспериментального пассажирского самолёта-гиганта К-7. «Летающий Госпром», так называли самолёт его конструкторы, должен был стать первым в мире аэробусом, но машина разбилась во время первых испытательных полётов. В фильме он был использован в качестве элемента заднего плана. На его фоне прилетевший Ландау спускается с борта одномоторного биплана (Ан-2). В качестве квартиры Ландау использованы помещения Госпрома. При съёмках на площади Свободы перед Госпромом были спрятаны за декорациями памятник Ленину, установленный в 1963 году (снесён в сентябре 2014 года).
Съёмки проходили на 35 площадках. Для строительства декораций домов ушло около тысячи кубометров леса. В фильме использовалась ретро-техника харьковского клуба «СамоходЪ»: три грузовика, три мотоцикла и 10 легковых автомобилей. Также в съёмках использовались раритетные харьковские трамваи: двухосный пассажирский вагон модели «Х» и 4 снегоуборочных вагона 1930-х годов.
Харьковский период съёмок занял около года — с июня 2008 по май 2009 было запланировано 63 съёмочных дня. По состоянию на конец октября 2008 кастинг прошли около 50 тысяч харьковчан, из них были отобраны около 1500 человек. 17 октября 2008 года съёмки начались со сцен на Полтавском Шляхе, в 1930-е годы называвшемся улицей Свердлова. Здесь было задействовано около 800 человек массовки.
18 октября начались съёмки на Привокзальной площади. Для съёмок этих сцен фасад здания почтамта в середине октября 2008 оснастили декорацией огромных (три человеческих роста) часов, существовавших с 1928 года, и надписями «Почтамт» и «Почта», выполненных «конструктивистским» чёрным шрифтом.

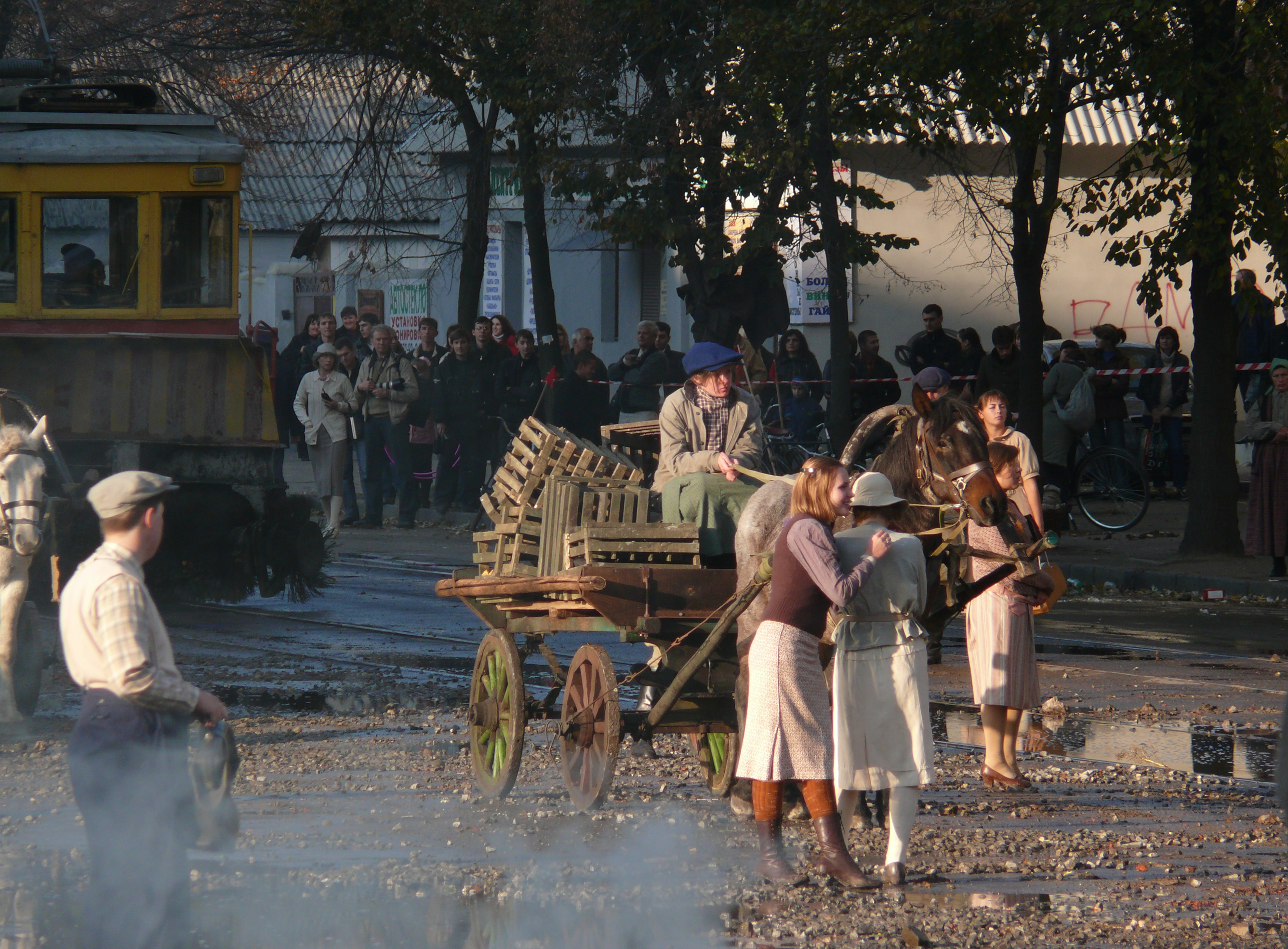
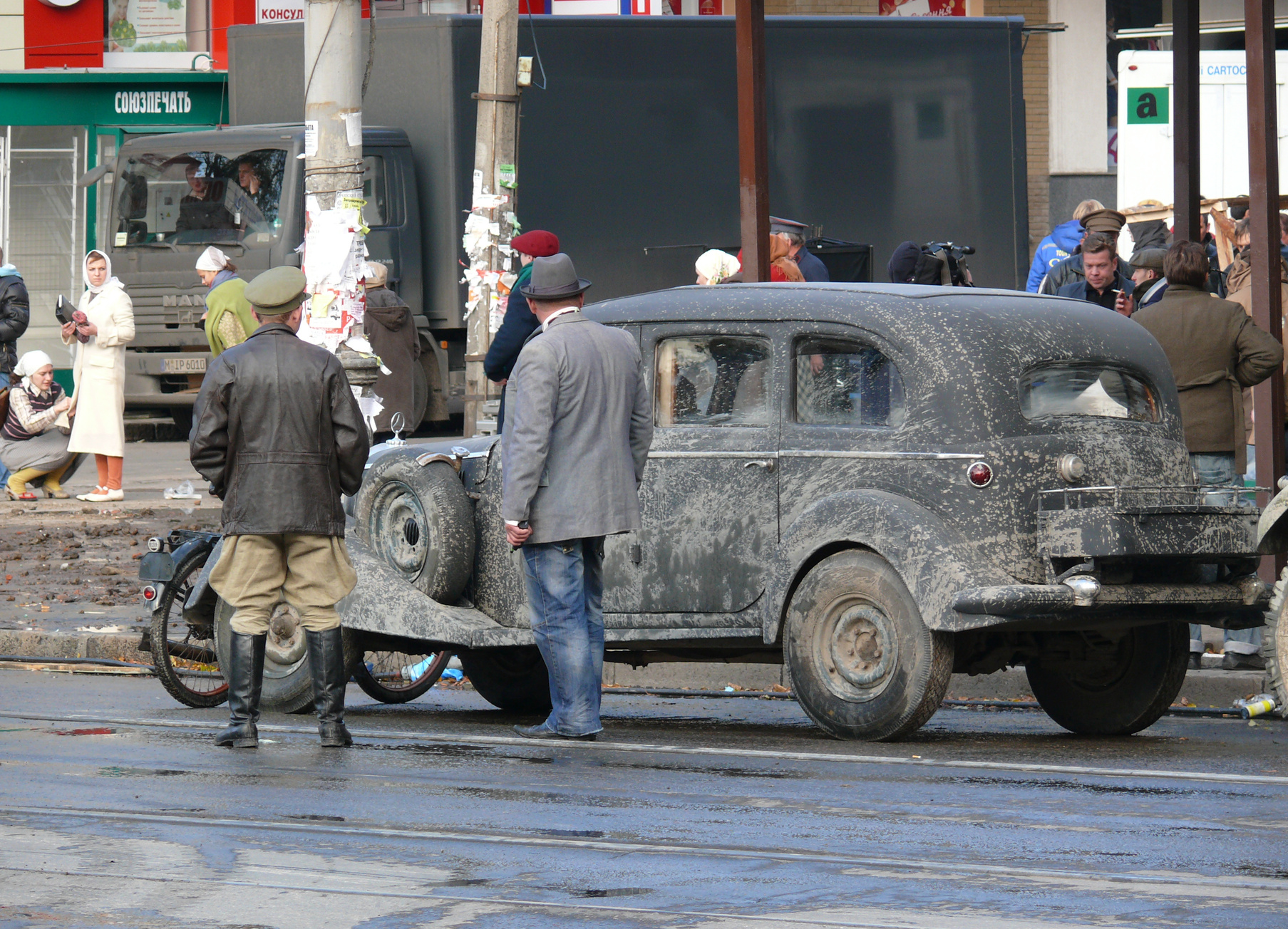
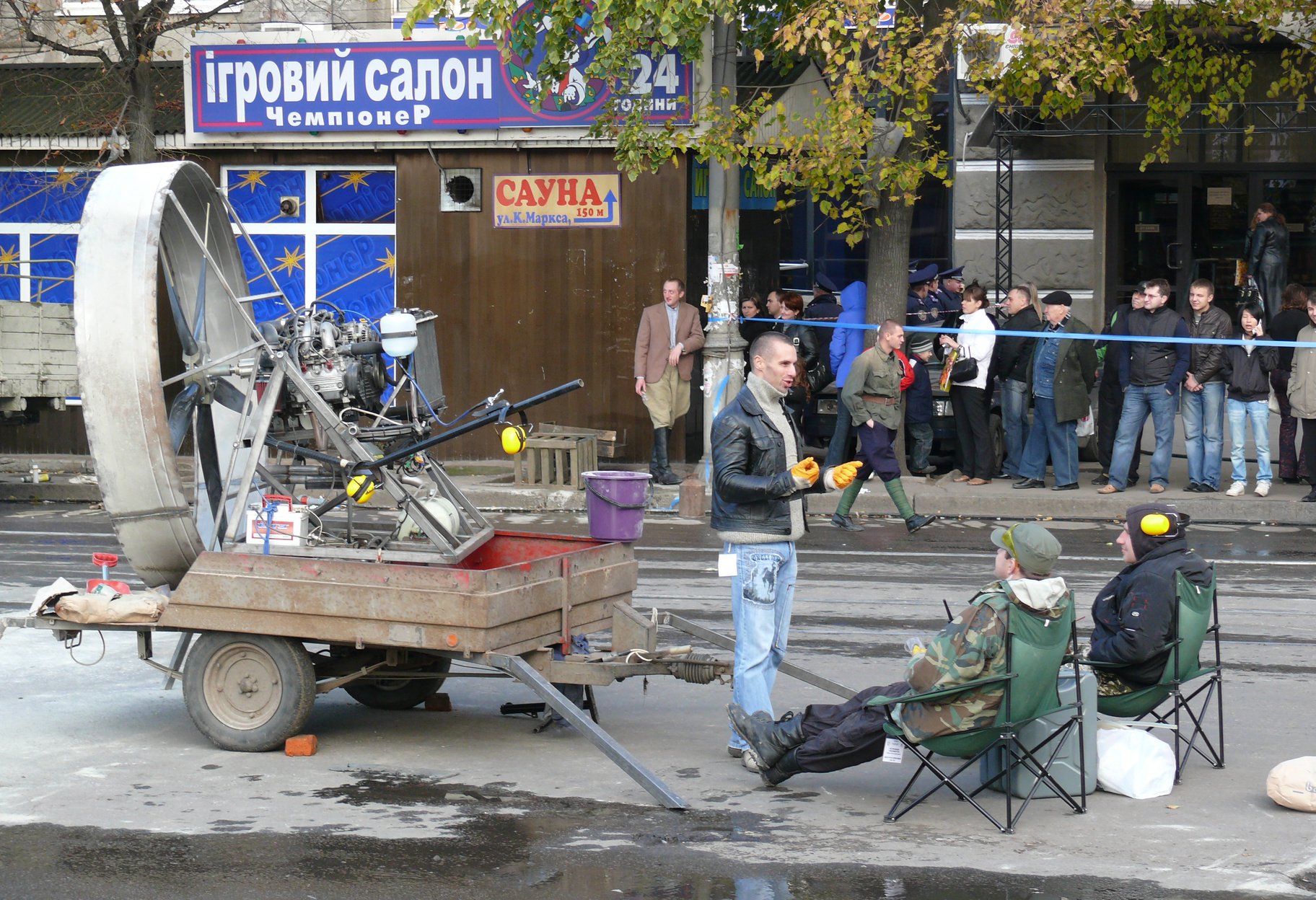

Съёмки фильма «Дау» официально завершились в ноябре 2011 взрывом построенных декораций Института, на развалинах которых была устроена дискотека.

## Ситуация после съёмок
Премьера фильма неоднократно переносилась.
Исполнительница роли Конкордии Дробанцевой Радмила Щеголева рассказала, что по контракту она не могла сниматься в других фильмах до премьеры «Дау». Таким образом она оставалась без работы около 7 лет.
Весной пятичасовая версия картины была показана в закрытом режиме на Украине. Тогда же появилось сообщение, что прокатная версия будет трёхчасовой и выйдет в 2019 году.
В июле 2018 года на сайте dau.xxx появился трейлер фильма.

## Уголовное дело на Украине
22 апреля 2020 года Украинская прокуратура Харьковской области возбудила несколько уголовных дел по причине возможных пыток детей на съёмках «Дау». Также завели дело по статье об изготовлении и распространении продукции, пропагандирующей насилие и жестокость. По данным правоохранительных органов, несовершеннолетним, которые участвовали в съёмках фильма «ДАУ. Вырождение», могли причинить физическую боль или моральные страдания. Позже создатели кинопроекта заявили, что несовершеннолетние не подвергались страданиям, а их участие заняло меньше двух часов.

## Проект «Дау» в Париже, 2019
Премьера проекта «Дау» прошла c 25 января по 17 февраля в Париже. Площадками проекта, запущенного при поддержке мэрии Парижа, стали театр «Шатле», столичный «Театр де ля виль» и Национальный центр искусства и культуры Жоржа Помпиду.
Проект представлял собой не показ фильма, а многодневное зрелище. Публике было предложено 13 фильмов и ряд сериалов, смонтированных из 700 часов отснятого на 35 мм киноматериала. Самая длинная из кинолент была рассчитана на девять часов. Также зрители могли принять участие в семинарах, посетить концерты, увидеть перформансы и инсталляции. Центр Помпиду предоставлял проекту два десятка произведений советского авангарда, развешанных в театральных залах.

## Прокат в России
Из 13 смонтированных картин для российского проката были выбраны только 10: шесть эпизодов получили разрешение на прокат, а четыре не получили прокатного удостоверения в ноябре 2019 года от Министерства культуры, поскольку «содержат материалы, пропагандирующие порнографию».
После отказа Хржановский обратился к Владимиру Мединскому, занимавшему тогда пост министра культуры. Он попросил собрать независимую комиссию, которая была бы готова пересмотреть решение, и отметил, что откровенные сцены в фильмах — это «часть художественного образа и кинематографического языка». В феврале 2020 года создатели проекта заявили, что подали иск к Минкульту и требуют соблюдения права на свободу творчества.

## Прокат в других странах
Весной 2019 года пятичасовая версия картины была показана в закрытом режиме на Украине. Тогда появилось сообщение, что прокатная версия будет трёхчасовой и выйдет в 2019 году.
Для демонстрации фильмов в Берлине в рамках «Берлинале» Хржановский планировал воссоздать копию Берлинской стены, но власти города сделать это не разрешили.

## Участие в фестивалях
- 70-й Берлинский международный кинофестиваль:
  - Фильм основной конкурсной программы — «Дау. Наташа»
  - Специальный показ — «Дау. Дегенерация»

## Награды
- На 70-м Берлинском международном кинофестивале приз «Серебряный медведь» за выдающиеся достижения в области киноискусства вручен персонально Юргену Юргесу за операторскую работу в фильме «Дау. Наташа»

## В главных ролях
- Теодор Курентзис — Лев Ландау[5][30]
- Радмила Щеголева — Конкордия Дробанцева[31]
- Николай Воронов — Игорь Ландау
- Михаил Бродский — секретарь ЦК КПУ
- Дмитрий Гордон — комбриг
- Пётр Листерман — корреспондент газеты «Правда»
- Михаил Добкин — первый секретарь Харьковского горкома КПУ
- Нестор Шуфрич — нарком тяжёлой промышленности
- Леонид Черновецкий
- Анатолий Васильев — академик Крупица, директор института
- Мария Нафплиоту — Мария, любовница Дау
- Максим Марцинкевич — комсорг
- Дмитрий Каледин — математик

## Съёмочная группа
- Авторы сценария: Владимир Сорокин и Илья Хржановский[1]
- Режиссёр: Илья Хржановский[1]
- Продюсер: Артём Васильев[2]
- Оператор: Юрген Юргес, Мануэль Альберто Кларо, Волькер Глассер[3]
- Старший художник-декоратор картины: Юрий Швидок[3]
- Художник-постановщик картины: Денис Шибанов[3]

Железнодорожный почтамт: как было тогда, в 1929
Железнодорожный почтамт в 2008
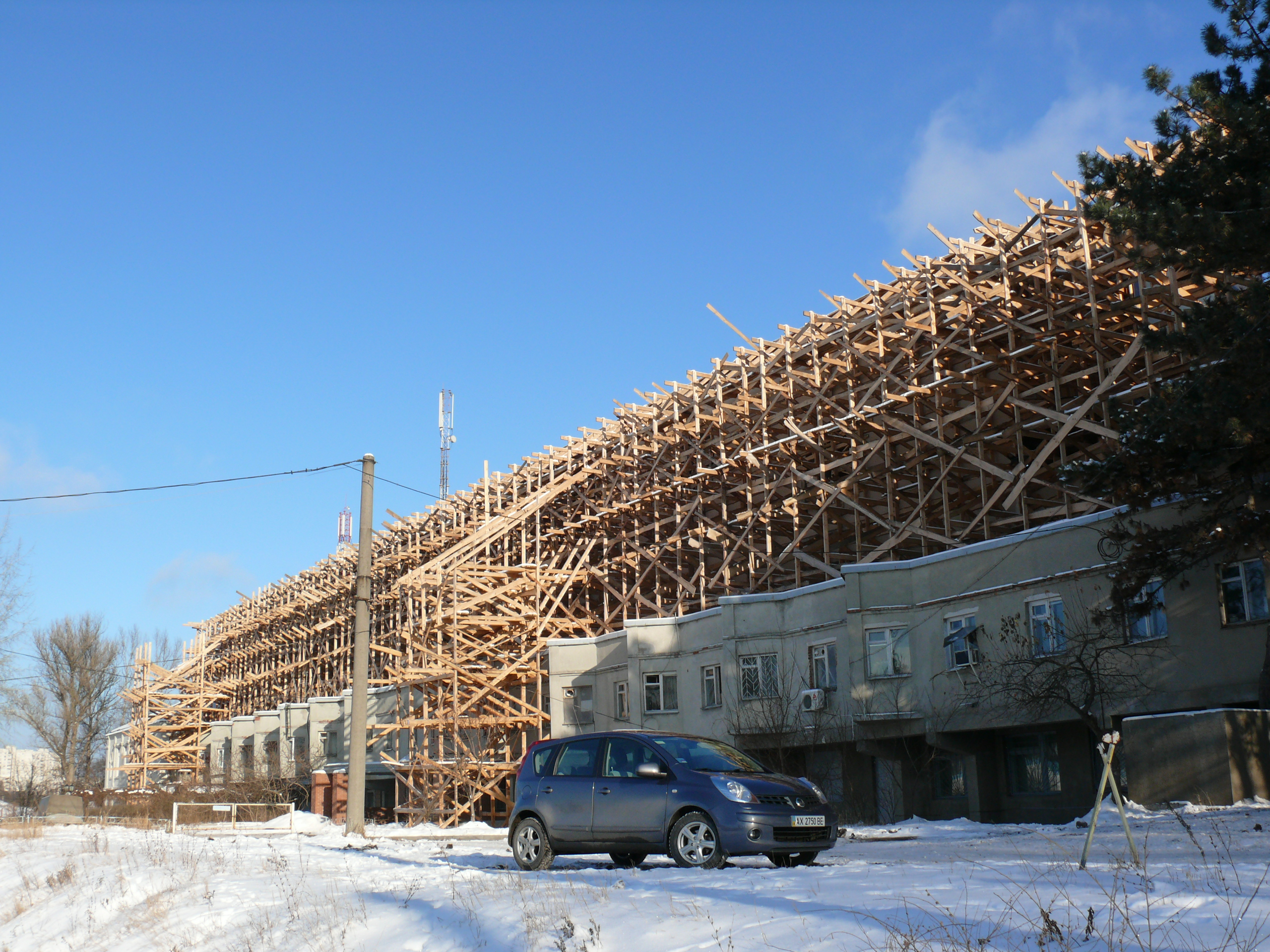
«УФТИ»: декорация института, построенная в б. бассейне «Динамо», снаружи